# 棒距八蕊花
棒距八蕊花（学名：Sporoxeia clavicalcarata）为野牡丹科八蕊花属下的一个种。

## 扩展阅读
- 維基物種上的相關：棒距八蕊花